# 王珮伃
王珮伃（2006年8月23日—），臺灣女子羽毛球運動員。效力於合作金庫羽球隊，畢業於泰北高中，目前就讀於臺北市立大學。

## 簡歷
王珮伃來自屏東，國小時因導師是羽球教練因而接觸羽球，最初因為身高太矮而被拒收，在父母請託後才加入。因熱愛羽球，國中時北上到雲林縣東南國中就讀，曾在國中時拿過全中運女單金牌，也在國三時取得甲組資格。在國內，她於113年第一次羽球排名賽取得第四名，在110年全國中等學校運動會國中組女子單打冠軍，也在113年全國中學運動會高中組羽球女子單打冠軍。
王珮伃曾在2022世界青年羽球錦標賽獲得混合團體亞軍，在2023世界青年羽球錦標賽、2023亞洲青年羽球錦標賽獲得混合團體季軍。2022年，在拉脫維亞羽毛球國際賽獲得女子單打冠軍。

## 主要比賽成績
只列出曾進入準決賽的國際賽事成績：
| 年份   | 賽事                       | 公開賽級別 | 項目     | 拍檔   | 成績   |
| ------ | -------------------------- | ---------- | -------- | ------ | ------ |
| 2022年 | 新亞奎丹羽球未來系列賽     | 未來系列賽 | 女子單打 | －     | 準決賽 |
| 2022年 | 新亞奎丹羽球未來系列賽     | 未來系列賽 | 女子雙打 | 李雨璇 | 準決賽 |
| 2022年 | 拉脫維亞羽毛球國際賽       | 未來系列賽 | 女子單打 | －     | 冠軍   |
| 2022年 | 拉脫維亞羽毛球國際賽       | 未來系列賽 | 女子雙打 | 李雨璇 | 準決賽 |
| 2022年 | 世界青年羽毛球錦標賽       | 其他       | 混合團體 | －     | 亞軍   |
| 2023年 | 亞洲青年羽毛球錦標賽       | 其他       | 混合團體 | －     | 季軍   |
| 2023年 | 世界青年羽毛球錦標賽       | 其他       | 混合團體 | －     | 季軍   |
| 2024年 | 波昂羽球國際賽             | 未來系列賽 | 女子單打 | －     | 亞軍   |
| 2024年 | 北港羽毛球國際賽           | 國際挑戰賽 | 女子單打 | －     | 準決賽 |
| 2025年 | 夏季世界大學運動會羽球比賽 | 其他       | 混合團體 | －     | 銀牌   |

| 2018-2026年 | 總決賽 | 超級1000賽 | 超級750賽 | 超級500賽 | 超級300賽 | 超級100賽 | 國際挑戰賽 | 國際系列賽 | 未來系列賽 | 其他 |

## 外部連結
- 王珮伃在BWFBadminton.com（英语）
- 王珮伃在BWF.TournamentSoftware.com（英语）